# Tóth András (labdarúgó, 1973)
Tóth András (Budapest, 1973. december 16. –) válogatott labdarúgó, hátvéd, edző.

## Pályafutása

### A válogatottban
2004-ben hívta be Matthaus a magyar labdarúgó válogatottba. Eredeti posztja a bal szélen volt, de klubcsapatában középhátvédként is szerepelt. Első mérkőzését, az akkor világbajnoki ezüstérmes Németország ellen játszotta, ahol a csapat idegenben nyert. Ezután sorozatban szerepelt a válogatott kezdőcsapatában. Skócia ellen is, majd a világbajnoki-selejtezőkön Horvátország, Izland és Svédország ellen is játszott. Málta ellen még tagja volt keretnek, de ezt követően már nem kapott lehetőséget. Ő volt az egyetlen abban az időszakban, aki a Vasas csapatát képviselte a válogatottban.

## Edzőként
2020 augusztus végén a Vasas megbízott vezetőedzője lett.

## Sikerei, díjai
- Magyar bajnokság
  - 3.: 1997–98, 1999–00, 2000–01
- Magyar kupa
  - döntős: 2000, 2006

## Statisztika

### Mérkőzései a válogatottban
| Magyarország | Magyarország        | Magyarország                         | Magyarország | Magyarország | Magyarország | Magyarország | Magyarország | Magyarország |
| #            | Dátum               | Helyszín                             | Hazai        | Eredmény     | Vendég       | Kiírás       | Gólok        | Esemény      |
| ------------ | ------------------- | ------------------------------------ | ------------ | ------------ | ------------ | ------------ | ------------ | ------------ |
| 1.           | 2004. június 6.     | Kaiserslautern, Fritz Walter Stadion | Németország  | 0 – 2        | Magyarország | barátságos   | -            |              |
| 2.           | 2004. augusztus 18. | Glasgow, Hampden Park                | Skócia       | 0 – 3        | Magyarország | barátságos   | -            |              |
| 3.           | 2004. szeptember 4. | Zágráb, Maksimir Stadion             | Horvátország | 3 – 0        | Magyarország | barátságos   | -            | 80'          |
| 4.           | 2004. szeptember 8. | Budapest, Szusza Ferenc Stadion      | Magyarország | 3 – 2        | Izland       | vb-selejtező | -            |              |
| 5.           | 2004. október 9.    | Stockholm, Råsunda Stadion           | Svédország   | 3 – 0        | Magyarország | vb-selejtező | -            |              |
|              | Összesen            |                                      |              | 5            | mérkőzés     |              | 0            | gól          |